# Tygodnik Prudnicki
Tygodnik Prudnicki – gazeta prywatna z siedzibą przy ulicy Kościuszki 13a w Prudniku. Ukazuje się w nakładzie 3500–4000 egzemplarzy i liczy od 28 do 44 stron.

## Zasięg
Gazeta ukazująca się na terenie ziemi prudnickiej – gminy: Prudnik, Biała, Głogówek, Lubrza w powiecie prudnickim, gmina Korfantów w powiecie nyskim oraz gminy Strzeleczki i Walce w powiecie krapkowickim.

## Historia

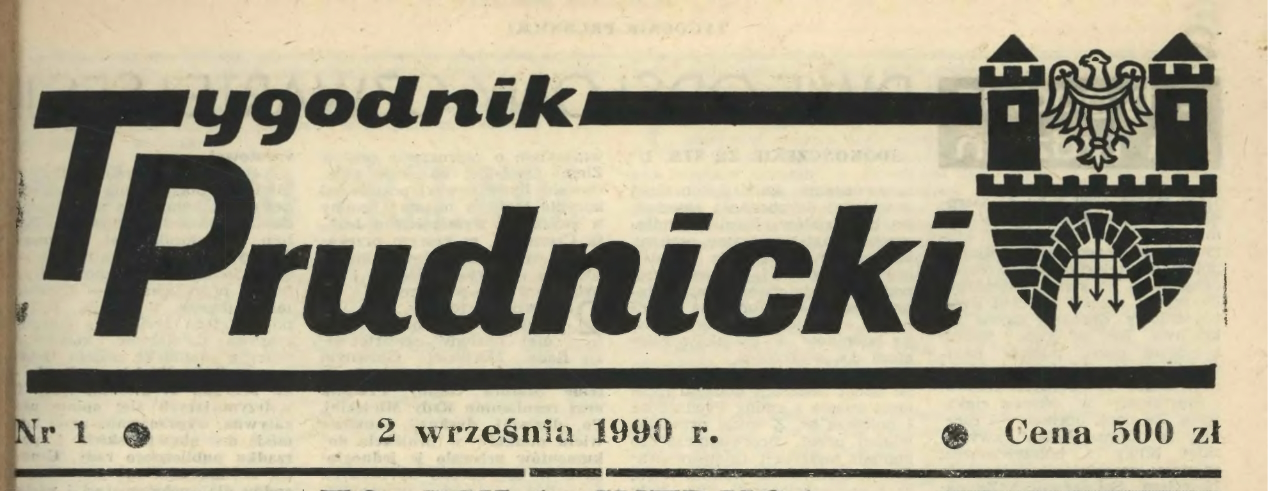
Winieta pierwszego numeru „Tygodnika Prudnickiego”

„Tygodnik Prudnicki” został założony w 1990 przez zespół osób, pracujących wcześniej w redakcji gazety zakładowej ZPB „Frotex” – „Głosu Włókniarza”. Choć „Głos Włókniarza” był periodykiem zakładowym, spełniał on również rolę gazety lokalnej, bez wyraźnych wskazań ideologicznych. Pierwszym redaktorem naczelnym „Tygodnika Prudnickiego” został Antoni Weigt, związany z Komitetem Obywatelskim Ziemi Prudnickiej. Od początku istnienia była to gazeta prywatna i niezależna. Jej pierwszą winietę zaprojektował Zbigniew Cwynar – plastyk związany z wzornictwem przemysłowym we „Frotexie”.

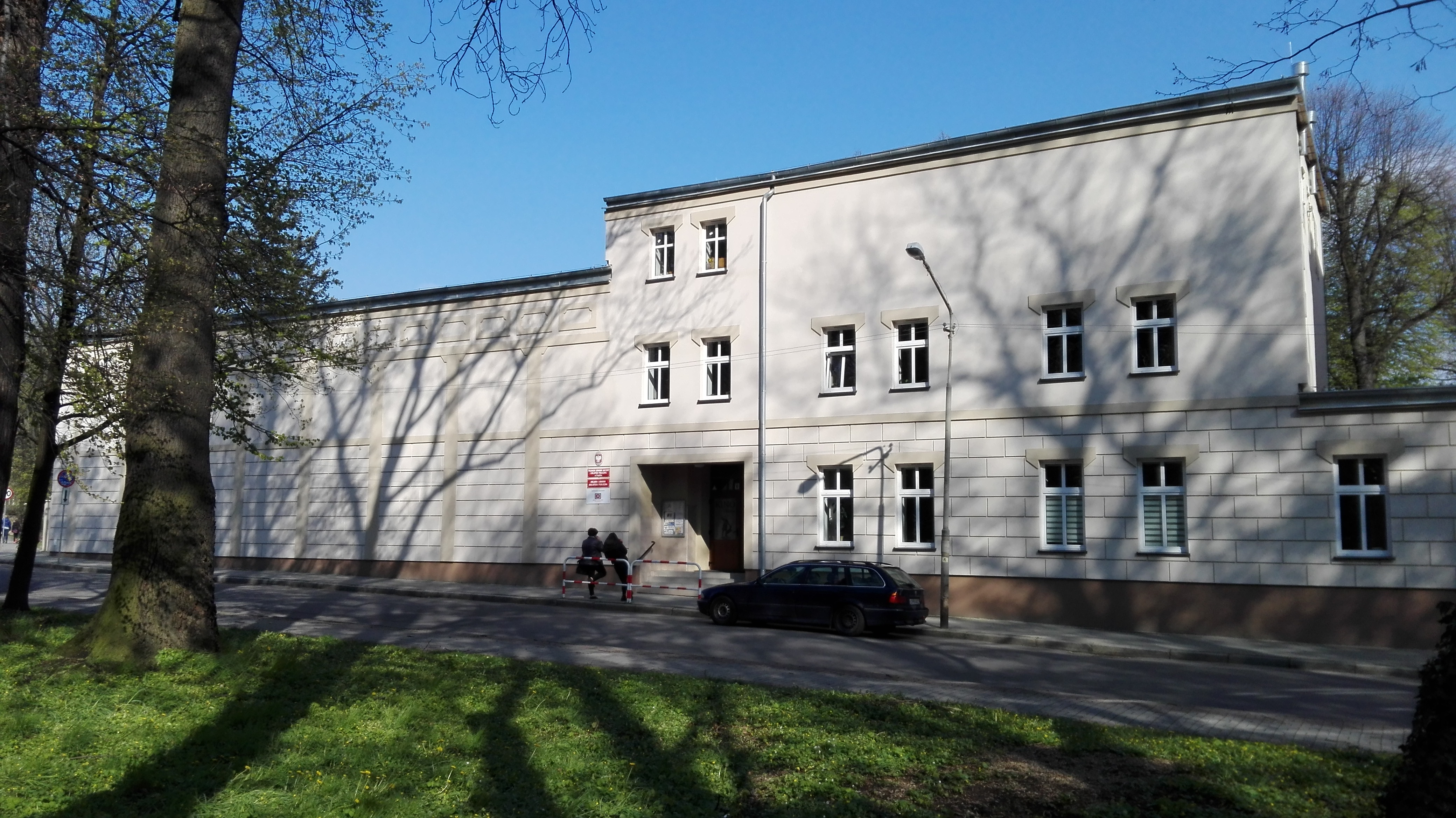
Siedziba redakcji w latach 1990–1994, ul. Mickiewicza 1

Pierwsze wydanie gazety nastąpiło 2 września 1990. Swoim zasięgiem obejmowała okolice Prudnika. Redakcja „Tygodnika Prudnickiego” miała swoją siedzibę przy ul. Mickiewicza 1 (Prudnicki Ośrodek Kultury). Sekretarzem redakcji została Halina Chrobak, kierownikiem działu publicystycznego Henryk Sobczak, fotoreporterem Walenty Steć, redaktorem technicznym Leopold Okoński. Sponsorem gazety były Zakłady Przemysłu Bawełnianego „Frotex”, drukowana była w zakładowej drukarni przy ul. Nyskiej 8. Od numeru 14. (2 grudnia 1990) wydawcą gazety jest Spółka Wydawnicza „Aneks”.

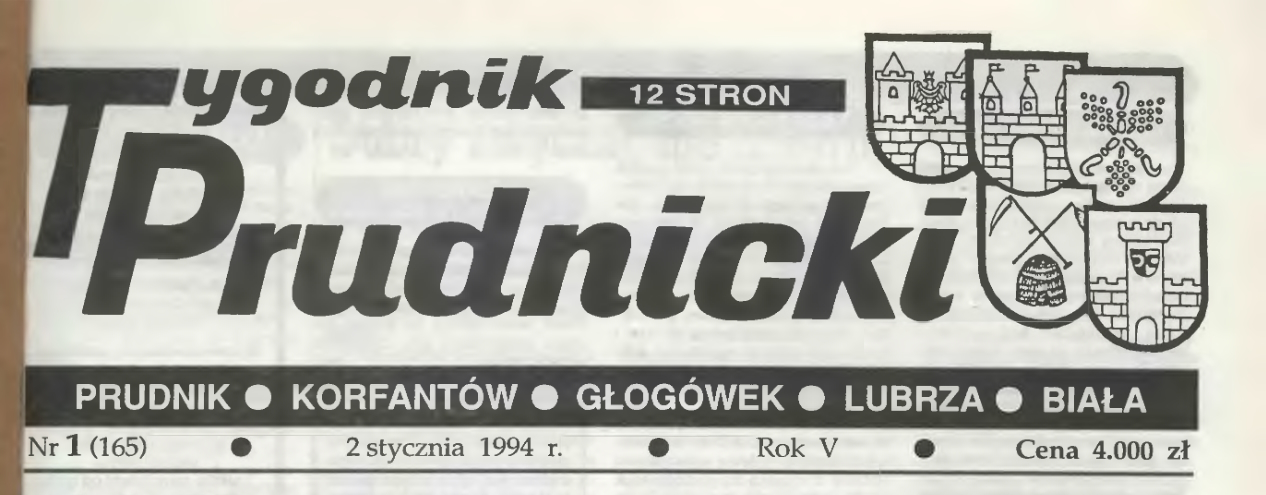
Winieta numeru gazety z 2 stycznia 1994

Od numeru 30. (12 maja 1991), „Tygodnik Prudnicki” zaczął ukazywać się w gminach Biała, Głogówek i Lubrza, które do likwidacji powiatów w 1975 należały do powiatu prudnickiego. W winiecie gazety znajdowały się herby Prudnika, Białej, gminy Lubrza, Głogówka. W 1992 gazeta objęła swoim zasięgiem również gminy Strzeleczki, Walce i Korfantów, które miały wejść do powiatu prudnickiego po reaktywacji powiatów. Od czerwca 1992 gazety były przygotowywane na komputerze w drukarni Leszka Szwedo przy ul. Armii Krajowej. W czerwcu 1993 do winiety dodano herb Korfantowa. Od sierpnia 1994 redakcja gazety znajdowała się przy ul. Jagiellońskiej 3. W latach 1994–2000 w gazecie wydawany był dodatek „Życie Frotexu” (ISSN 1234-0710). W czerwcu 1995 rozpoczęto druk gazety „z roli”, przy okazji zmieniając jej format na A3 i wprowadzając kolor.

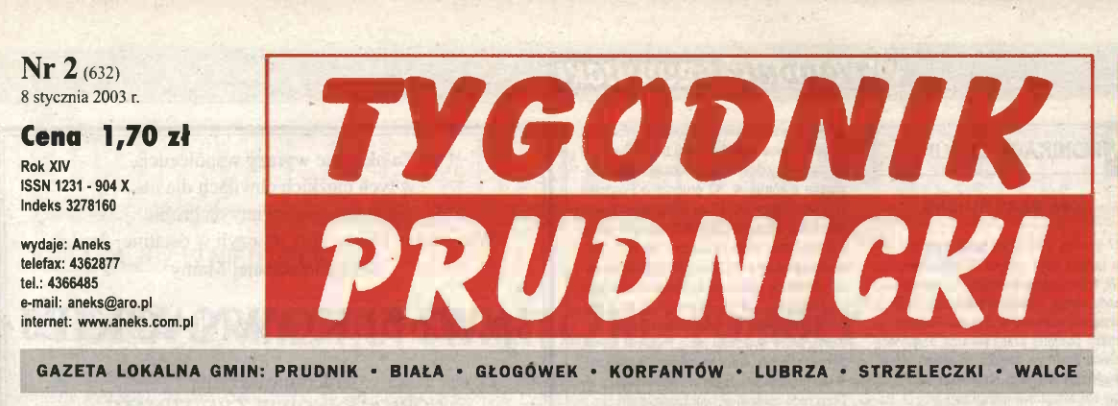
Winieta numeru gazety z 8 stycznia 2003

Od 1997 „Tygodnik Prudnicki” prowadzi coroczny plebiscyt, w którym czytelnicy wybierają „człowieka, firmę i wydarzenie” minionego roku. Od 1998 zwycięzcom plebiscytu przyznawana jest nagroda „Wieża Woka”. W styczniu 1998 skład gazety zaczął odbywać się w redakcji. Od stycznia 1999 obowiązywało biało-czerwone logo gazety, którego kolorystyka nawiązywała do historycznych barw Prudnika i Polski. W ciągu roku w gazecie pojawiły się w pełni kolorowe strony. W 1999 zostały sprzedane 142 tysiące egzemplarze gazety. W 2000 w gazecie zaczęto publikować dodatek kulturalno-rozrywkowy „Weekend”. 12 lutego 2003 zmarł redaktor naczelny Antoni Weigt. Jego obowiązki przejął dotychczasowy sekretarz redakcji Andrzej Dereń. Od kwietnia 2003 w „Tygodniku Prudnickim” zaczęto publikować dodatek „Sport”.

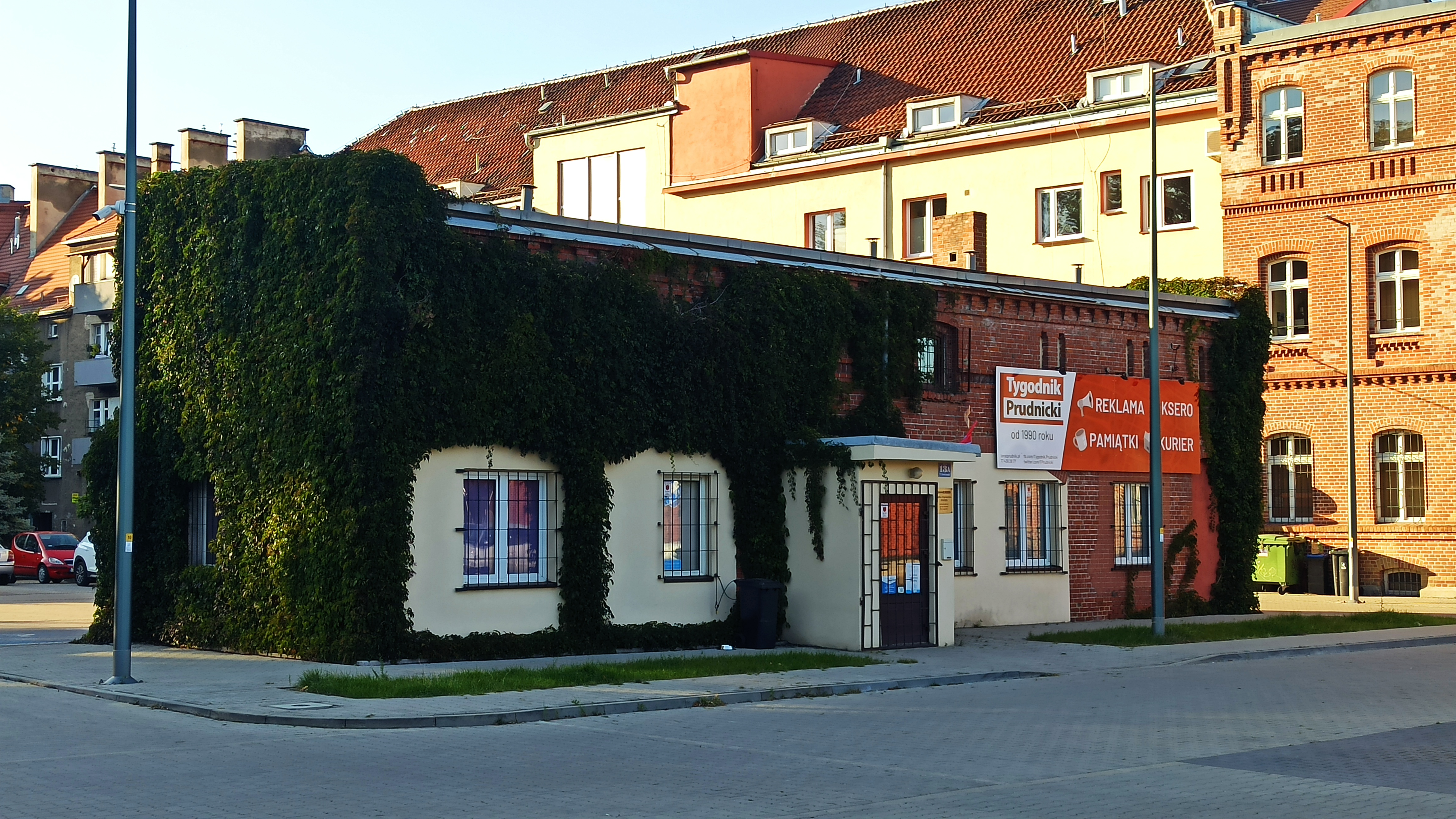
Siedziba redakcji od 2005, ul. Kościuszki 13a

20 kwietnia 2005 redakcja „Tygodnika Prudnickiego” przeprowadziła się do budynku przy ul. Kościuszki 13a, zajmowanego wcześniej przez Komendę Hufca ZHP. W 2007 sprzedano 131 934 egzemplarze gazety. W tymże roku zmieniono szatę graficzną gazety opracowaną przez Tomasza Wełnę i wprowadzono dodatek turystyczny „Wędrowiec”.

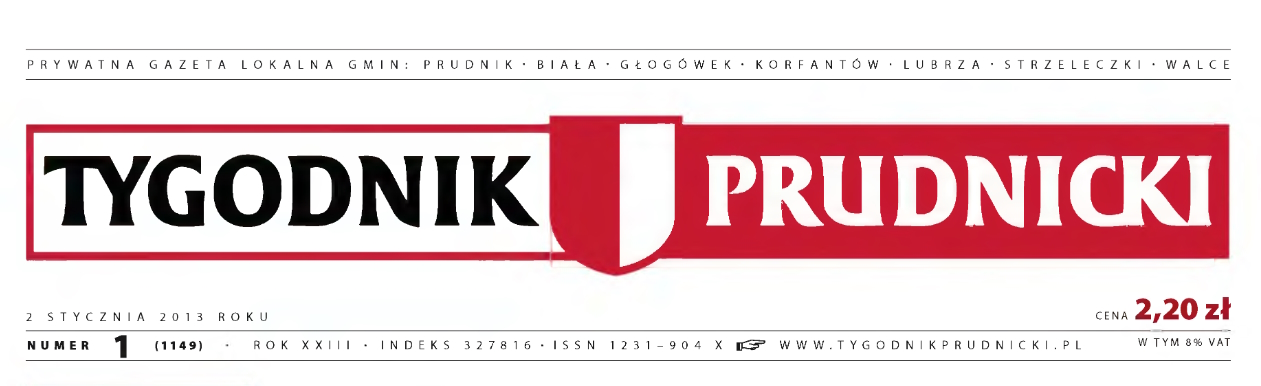
Winieta numeru gazety z 2 stycznia 2013

„Tygodnik Prudnicki” był członkiem Związku Kontroli Dystrybucji Prasy. W 2013 wprowadzono sprzedaż gazety w formie elektronicznej. W tymże roku był to 59. najchętniej kupowany tygodnik w Polsce. W 2015 druk został przeniesiony do drukarni Polska Press w Sosnowcu. Uchwałą Nr XVI/207/2015 Rady Miejskiej w Prudniku z dnia 22 października 2015 „Tygodnikowi Prudnickiemu” została nadana odznaka „Zasłużony dla Miasta i Gminy Prudnik”. Archiwalne numery gazety zostały bezpłatnie udostępnione w Śląskiej Bibliotece Cyfrowej. W październiku 2017 został uruchomiony nowy portal informacyjny „Tygodnika Prudnickiego” – TerazPrudnik.pl.

## Dodatki tematyczne
- Weekend (kultura i rozrywka) (4–6 stron)
- Sport (3–6 stron)
- Archiwum odkrywcy (historia)
- Wędrowiec (turystyka) (4–8 stron).

## Redaktorzy naczelni
- Antoni Weigt (1990–2003)[5][22]
- Andrzej Dereń (2003–nadal)[3].